# Alan Wilson
Alan Christie Wilson (Arlington, 4 juli 1943 – Topanga, Los Angeles, 3 september 1970) was een Amerikaans zanger en muzikant. Hij was de voorman van de band Canned Heat. Vanwege zijn extreme bijziendheid had hij de bijnaam Blind Owl.
Wilson was in 1965 een van de oprichters van Canned Heat. Hij was niet alleen zanger, maar speelde tevens gitaar en mondharmonica en schreef de meeste nummers van de band. Hij schreef en zong de grootste hits van Canned Heat, Going up the country en On the road again. Met Canned Heat stond hij onder meer op het Monterey Pop Festival 
(1967), op Woodstock (1969) en op het Holland Pop Festival te Rotterdam (1970). Hij werkte in zijn korte carrière onder anderen samen met de bluesmuzikanten Son House en John Lee Hooker.
Wilson was een enthousiast natuurliefhebber en een voorloper van de ecologische beweging; in het bijzonder boeiden hem de Californische sequoiawouden. Dit vond ook zijn beslag in verschillende songs die hij schreef.  
Hij overleed op 27-jarige leeftijd aan een overdosis barbituraten.
- Bibsys: 8021472
- Bibliothèque nationale de France: cb14239501k (data)
- Gemeinsame Normdatei: 135356075
- International Standard Name Identifier: 0000 0000 8127 0758
- Library of Congress Control Number: no2003010787
- MusicBrainz: a86e10f7-8ec8-457d-af00-9d584a738a1f
- Nationale Bibliotheek van Tsjechië: xx0190250
- Nationale Bibliotheek van Israël: 987007454556805171
- Système universitaire de documentation: 158167902
- Virtual International Authority File: 48909821
- WorldCat: E39PBJfGXBbjDYMkmMd6qgwBfq